# Esther Pineda G
Esther Pineda G. (Caracas, 21 de septiembre de 1985) es una escritora y feminista venezolana conocida por sus aportes a los estudios de la mujer y la discriminación racial a las personas afrodescendientes.

## Trayectoria
Esther Pineda es socióloga egresada de la Universidad Central de Venezuela en el año 2010. En esa misma casa de estudios continuó su formación obteniendo los títulos de Magíster Scientiarum en Estudios de la mujer  (Mención Honorífica, 2013), doctora en Ciencias sociales (Mención Honorífica, 2015) y Postdoctora en Ciencias Sociales (2017). [cita requerida]
Ha sido columnista y publicado artículos en diversos medios de comunicación y revistas como Agencia de Información Multiétnica Afropress (Brasil), Portal Informativo Contrapunto (Venezuela), Diario La Red 21 (Uruguay), Wall Street International (Montenegro), VOCES Diario digital (El Salvador), Revista Iberoamérica Social (España), Revista Literaria Liberoamérica (España), Oleada Revista Digital (Argentina) y Cultura Colectiva (México), en esta última colabora con su poesía propia, pero también como antologista de la poesía producida por mujeres invisibilizadas por el patriarcado literario.
Entre sus libros destacan Roles de género y sexismo en seis discursos sobre la familia nuclear (2011), Racismo, endorracismo y resistencia (2014) y Machismo y vindicación. La mujer en el pensamiento sociofilosófico (2017). [cita requerida]
Ha desarrollado en su obra aspectos como la concepción machista y misógina que ha existido sobre la mujer en la filosofía y la sociología, los estereotipos y roles de género en el seno de la institución familiar, la violencia de género y el femicidio, los discursos y representaciones sexistas en los medios de comunicación, los concursos de belleza, los dibujos animados y los videojuegos; y acuñó el término 'violencia estética' para visibilizar las presiones y formas de discriminación que experimentan las mujeres para responder al canon de belleza imperante y el impacto que éste tiene en sus vidas.
También ha dedicado gran parte de su trabajo a disertar sobre la discriminación racial, principalmente aquella experimentada por las personas afrodescendientes. Ha abordado temas como la hipersexualización de las mujeres afrodescendientes, el racismo en la vida cotidiana y la brutalidad policial. Puede considerarse la principal exponente de la categoría endorracismo, el cual se define como la discriminación ejercida por los sujetos racializados contra sí o dirigida a las personas de su mismo origen étnico como consecuencia de las presiones en una sociedad racista.  [cita requerida]
En 2019 publicó con la editorial Milena Caserola el recopilatorio poético Transgresoras. Un recorrido por la poética feminista latinoamericana que, con el prólogo de la socióloga y doctora en ciencias sociales Karina Bidaseca, incluía la obra de las poetas feministas latinoamericanas Daisy Zamora, Jhoana Patiño, Kyra Galván, Gísela López, Silvia Cuevas Morales, Yolanda Arroyo Pizarro, Karina Vergara Sánchez, Regina José Galindo, Flor Codagnone  y Oriette D’Angelo.

## Obra
- Roles de género y sexismo en seis discursos sobre la familia nuclear. Una aproximación sociológica (1ª edición). Buenos Aires, Argentina: Acercándonos Ediciones. 2010. ISBN 978-987-1750-05-4.
- Reflexiones sobre teoría sociológica clásica: Un acercamiento al pensamiento de Karl Marx, Max Weber y Emile Durkheim (1ª edición). España: Editorial Académica Española. 2011. ISBN 9783845496283.
- Apuntes sobre el amor (1ª edición). Buenos Aires, Argentina: Acercándonos Ediciones. 2013. ISBN 978-987-1750-28-3.
- Racismo, endorracismo y resistencia (1ª edición). Caracas, Venezuela: Editorial el Perro y la Rana. 2013. ISBN 9789801423775.
- Bellas para morir. El establecimiento del canon de belleza femenina como una nueva forma de misoginia (1ª edición). Buenos Aires, Argentina: Acercándonos Ediciones. 2014. ISBN 978-987-1750-41-2.
- Las mujeres en los dibujos animados de televisión (1ª edición). Buenos Aires, Argentina: Acercándonos Ediciones. 2015. ISBN 978-987-1750-73-3.
- Racismo y brutalidad policial en Estados Unidos (1ª edición). Buenos Aires, Argentina: Acercándonos Ediciones. 2016. ISBN 978-987-1750-92-4.
- Machismo y vindicación. La mujer en el pensamiento sociofilosófico (1ª edición). Buenos Aires, Argentina: Prometeo Libros. 2017. ISBN 9789875748484.
- Racismo, estigma y vida cotidiana. Ser afrodescendiente en América Latina y El Caribe (1ª edición). Buenos Aires, Argentina: Acercándonos Ediciones. 2018. ISBN 978-987-4400-23-9.
- Perspectiva de género y justicia tributaria: una aproximación al caso venezolano (1ª edición). Bogotá, Colombia: Friedrich-Ebert-Stiftung. 2018. OCLC 1032679198.